# 芝加哥犯罪集團
芝加哥犯罪集團（英語：Chicago Outfit），又稱為芝加哥聯盟（Chicago Syndicate）、芝加哥黑手黨（Chicago Mafia）、芝加哥黑幫（Chicago Mob），也時常簡稱為「集團」（the Outfit），是以美國伊利諾州芝加哥市為主要活動範圍的犯罪集團。早在1910年代，該集團是起源於芝加哥南區的美國黑手黨的一部份。
該集團在芝加哥市內並沒有傳統組織犯罪一般的一幫獨霸現象，從事的活動以和包括俄羅斯黑手黨在內的其他幫派爭奪地盤和生意為主。報告指出，芝加哥集團的勢力範圍遍及美國西部，最遠甚至延伸到加州洛杉磯和部份佛羅里達州。據聞，芝加哥集團對愛荷華州和威斯康辛州等鄰州以及其他美國中西部區域的黑社會亦擁有強大的控制力量。該集團旗下擁有或曾經擁有的子幫派包括了愛荷華家族、拉斯維加斯幫、內布拉斯加家族，以及來自洛杉磯的聖地牙哥幫在內的組織，均對芝加哥集團言聽計從。
直到今日，芝加哥集團一直蒙受著該組織最知名領導人艾爾·卡彭（Al Capone）的影響。事實上，在卡彭沒落後的數十年內，外人仍稱呼該組織為「卡彭幫」（The Capone Gang）或「卡彭家族」（the Capones）。保守估計，鼎盛时期芝加哥集團核心的「正式成員」（Made Men，又譯為「完人」）大約50至200人左右，而會員總數則至少两千人。

## 概況
自成立以來，芝加哥犯罪集團的運作便開始以維持並提升在芝加哥地區的地位與獲利為目標。在禁酒時期年間，集團領導人艾爾·卡彭和「瘋子」喬治·莫蘭(George "The Bug" Moran)等地頭蛇角逐私酒生意並陷入諸多爭戰，使芝加哥幫派局勢演變為以莫蘭為首的北區黑幫(North Side Mob)和以卡彭為首的芝加哥南區幫(Southside Chicago gang)的南北對峙現象，相互爭奪事業與個人利益。由於北區幫以愛爾蘭裔為主，而南區幫主要由義大利裔組成，使南北雙方也出現了文化差異。這項差異也釀成許多犯罪事件，例如情人節大屠殺以及許多打帶跑槍擊案，導致南北幫雙方成員的死傷；而湯普森衝鋒槍是這類事件裡最具代表性的武器。
1940年代初期，數名芝加哥集團高階幹部藉由控制電影工會敲詐好萊塢電影產業，操縱、濫用中部貨運駕駛工會的養老保險金，並因而鋃鐺入獄。也有人指控芝加哥集團在加恩卡納的帶領下，於1960年美國總統選舉期間在投票所周邊藉暴力手段操縱選舉。美國中央情報局 為了顛覆古巴的卡斯楚政權，曾和各大黑幫串供，而芝加哥集團以重新開放並可自由進出過去遭查封的非法賭場為代價，參與蒙鼠行動(Operation Mongoose)及家醜行動(Operation Family Jewels)並幫助美國政府推翻菲德爾·卡斯楚。行動失敗後，由於芝加哥集團遭约翰·肯尼迪政府起訴的案件與日俱增，使該集團成為約翰·肯尼迪與其弟羅伯特·肯尼迪遇刺陰謀論的主角之一。
數十年間，芝加哥集團掌控著拉斯維加斯各大賭場，逃稅金額高達數百萬美元。最近，兩名高層幹部被定讞的罪行當中，最早甚至可追溯到1960年代中期。謠言指出，1995年的賣座電影《賭城風雲》裡所描述的1986年美國最高法院逃稅案件當中，該筆兩百萬美元的稅金被挪作老鄰居義大利俱樂部的營建費用，而該俱樂部的創辦人為「鉤子」安傑羅．拉皮耶特拉(Angelo "The Hook" LaPietra)。

## 歷史

### 禁酒先期
芝加哥市區自19世紀到20世紀初的早期組織犯罪以街頭幫派為主，在北區和南區各自劃地割據。黑手黨亦在西邊的小義大利佔地為王。
詹姆斯·科洛錫莫（人稱「大吉母」）在20世紀初統整了一些幫派。科洛錫莫於1877年出生在義大利的卡拉布里亞，並於1895年移民美國，隨後著手開拓犯罪事業。到了1909年，科洛錫莫的影響力之大，連黑手黨的勢力範圍都被他鯨吞蠶食了。
隨著組織的擴張，科洛錫莫便開始需要吸收更有力的打手，而他來自紐約的侄子「強尼狐狸」強尼·托里奧(Giovanni "Johnny the Fox" Torrio)此時給了他一臂之力。1918年，托利歐引薦艾爾·卡彭，使卡彭得以在芝加哥發展。同時，科洛錫莫極力反對托利歐對於運販私酒的堅持，並為此爭論不休。1920年，法蘭基·耶魯疑似奉托利歐之命殺害科洛錫莫，終結了這場爭執。
托利歐將芝加哥各個犯罪領域予以整合，對芝加哥市大致具有長遠影響，尤其是芝加哥犯罪方面的影響。

### 艾爾．卡彭時期的發展
1925年1月，在一起北區幫發起的刺殺案件後，托利歐身負重傷，隨後將組織領導權交給卡彭並回到義大利休養。當時，卡彭對芝加哥地下社會的掌控，以及與莫蘭、瓦伊斯(Earl Weiss)等地頭蛇之間的深仇大恨，早已聞名於黑社會。由於他搜刮了大筆錢財(一些估計指出，1925到1930年間，卡彭每年賺進一億美金)，卡彭得以輕易恐嚇證人與收買官員，因此對於為數眾多的指控，卡彭均能逍遙法外。在卡彭的領導下，芝加哥犯罪集團著實為世界上最危險的幫派之一。1930年代，艾爾·卡彭與繼承人法蘭克．尼提(Frank Nitti)在芝加哥周邊區域迅速發展芝加哥集團的勢力範圍。
芝加哥集團的利益焦點之一是加拿大。該國是非法酒品的主要來源，而芝加哥集團先將貨物走私到美國，再零售給芝加哥市內各大私娼寮。在禁酒期間，這項活動是集團最大的資金來源。地皮流氓與「幫主中的幫主」之間高度的信賴關係，從此成為卡彭所創建的集團往後的運作基礎。
卡彭以老大的身分，在幫派內各個層級設置眼線，藉由情報系統控制著各部門的領袖，任何背叛組織或違反規章的人一概予以處決。卡彭幫裡最活躍的代理人包括依利諾州與威斯康辛州的德路卡(DeLuca)、安大略地區的鮑伯．卡蘭卓(Bob Calandra)、蒙特婁地區的湯姆．奇安佩勒提(Tom Ciampelleti)，以及卡彭老大與其他流氓之間的中間人，法蘭克．尼提等人。法蘭克里．拉波特(Franklie La Porte)與羅斯．普利歐(Ross Prio)在芝加哥高地之外亦佔有一席之地，其影響力將卡彭的組織整併為犯罪帝國。由於拉波特是西西里人，有能力與同樣來自西西里的紐約幫主喬．伯納諾(Joe Bonanno)與「福星」查理·盧西安諾分庭亢禮，攜手合作，因此人們相信，拉波特是卡彭與黑手黨全國紀律委員會之間的重要連絡人。
據報導，在艾爾·卡彭的領導期間，一些組織成員會從芝加哥搭乘火車前往依利諾州沃巴什縣，並在沃巴什河大急流水壩附近一間名為大急流飯店的偏遠旅館暫住下來。短短九年的營業期間，許多周邊居民見過宣稱是芝加哥集團成員的人士進出大急流飯店。可疑的是，1929年7月24日，一名獨腳男子將噴火槍掉在飯店裡，大急流飯店便在火災中被夷為平地。

### 從尼提時代到阿卡多時代
卡彭因逃稅入獄後，他欽定的繼承人，也就是曾是理髮師兼珠寶竊賊的法蘭克．尼提，名義上掌握著權力，而實權則落在尼提底下的二老闆(underboss)保羅．利卡(Paul Ricca)手中。利卡在全國犯罪聯盟(National Crime Syndicate)各大老心目中反而是公認的芝加哥集團實質領袖，而利卡在掌權後的42年內，無論名義上還是實質上，均持續支配著芝加哥犯罪組織。
往後十年間，芝加哥集團的重心轉移到敲詐勞工、賭博和發放高利貸上面。地理上，該集團正是在這時期將觸角伸及密爾瓦基、麥迪遜和堪薩斯城。芝加哥黑幫甚至在遠至好萊塢等加州都會區當中，透過勒索各大工會自肥壯大，進而壓制電影產業。
1943年，芝加哥犯罪集團成員在迫害好萊塢電影產業時當場被逮個正著，而利卡則設法讓尼提成為代罪羔羊。數年前，尼提在逃稅服刑的18個月間，發現自己患有幽閉恐懼症，因此，他寧可選擇輕生也不願因勒索好萊塢再面臨更多囹圄之災。尼提逝世後，利卡便成為名符其實的老大，並任命首席打手托尼．阿卡多為二老闆。利卡正式上台期間，芝加哥集團開始吸收四十二人幫的成員。四十二人幫在當時是個惡名昭彰的青少年暴力幫派，其中加入芝加哥集團的成員包含加恩卡納(Sam Giancana)、德斯特法諾(Sam DeStefano)、阿得利席歐(Felix Alderisio)和布切利(Fiore Bucceri)等人。
然而，在1943年中後期，繼好萊塢醜聞的審訊之後，利卡也因計畫、參與該事件而入獄，連同數名幫派份子都被判了十年刑期，但透過政治人脈的「仙術」，在集團掮客「駱駝」穆萊．亨佛雷(Murray "The Camel" Humphrey)的戮力協助之下，這整批人在蹲牢三年後就被放了出來。作為假釋條件，利卡不能再和幫派份子扯上關係，因此老大的頭銜便只好讓給阿卡多，但實際上利卡以高階顧問的身分轉入地下，在幕後和阿卡多共享著權力。
到了1950年代，由於阿卡多受到美國國家稅務局的監視，他便在1957年和利卡一樣開始逐步引退。從那時起的數年間，利卡和阿卡多便讓一些如加恩卡納、阿得利席歐、阿伊兀帕(Joey Aiuppa)、達達諾(William Daddano)和色隆(Jackie Cerone)等人在台面上擔任要職。雖然這批名義上的新領袖大多源自四十二人幫，但芝加哥集團在這期間，沒有任何重大買賣，也確實沒有任何刺殺行動，不是利卡和阿卡多點頭之後才付諸實行的。透過祕密操縱，利卡和阿卡多得以比卡彭掌權更久，而在1972年利卡過世後，阿卡多便在幕後一人獨大。
1960年代，芝加哥集團的力量達到巔峰。在猶太幫派大老梅葉．蘭斯基、猶太裔律師兼掮客席德尼．柯夏克以及國際貨運駕駛工會會長吉米．荷法等人的幫助下，阿卡多在轄下的賭場裡挪用卡車司機的養老金，大量投入洗錢活動。到了1970及1980年代，主張監視投票的政客們大力鼓吹執法單位對該組織的持續滲透，使芝加哥集團的犯罪活動陷入低潮。由於外圍投注的猖獗，非法賭場與莊家的賭金收入也隨之減少，最後不敵合法賭場的競爭而逐漸沒落。
滲透朵夫行動(Operation PENDORF, 美國聯邦調查局調查駕駛公會高層幹部亞倫．朵夫曼(Allen Dorfman)的行動。)以及「稻草人案」終結了芝加哥集團對拉斯維加斯賭場的控制與逃稅行為。這些事件亦被改編為電影《賭城風雲》的劇情。
證據指出，賭徒律師行動(Operation GAMBAT)也大幅癱瘓了該集團與芝加哥政界間的勾結：帕特．馬西(Pat Marcy，芝加哥集團完人)當時營運的地盤涵蓋了大部分芝加哥市中心的第一選區(First Ward)，而在該選區的市議員弗雷德．洛提(Fred Roti)以及與芝加哥集團關係匪淺的民主黨委約翰．道科一世(John D'Arco Sr.) 的幫助下，芝加哥集團的馬西團隊自1950年代便得以控制當地巡迴裁判所，直到1980年代末期為止。這期間，在雙方人馬勾結之下，第一選區內被「平反」的犯罪案件自輕微交通違規到重大謀殺罪行一應俱全。在這些案件當中，替這些幫派份子及相關嫌犯辯護的律師之一，就是律師兼第一選區助理羅勃特．酷利(Robert Cooley)。由於酷利在第一選區內備受信賴也很吃得開，芝加哥集團便接近他，並請他代為應付芝加哥警方。由於酷利本身也沈迷賭博，欠黑道大筆債務，他便向美國司法部的組織犯罪打擊特別小組求救，宣稱要「消滅馬西與第一選區」。酷利很快就和美國聯邦調查局取得聯繫，以聯邦線民的身分與調查局合作。數年以來，酷利和馬西及其他第一選區大老之間保持密切關係，並在身上安裝竊聽器，在芝加哥市府大樓對街的「律師貴賓餐廳(Councelor's Row)」裡，坐在惡名昭彰的「第一選區專用桌(First Ward Table)」上錄下了寶貴的對話證據。賭徒律師行動最終將24名貪污法官、律師和警員予以定罪處分。
阿卡多於1992年逝世。從他除1922年被捕之外從未坐過一天牢的記錄來看，他在避開目光焦點的方面確實相當成功。和紐約市各大犯罪組織的權力鬥爭相比，阿卡多與新一帶集團領袖之間的傳承，反而和政權和平轉移較為相似。

### 21世紀
2005年4月25日，美國司法部展開「家族解密行動 (Operation Family Secrets)」，根據反詐欺與貪腐組織法(RICO Act)，檢察官米契爾．馬爾斯、T．馬可斯．馮克與約翰．斯古利起訴14名芝加哥集團及相關人員，整個審訊過程由地方法官詹姆士．賽格(James Zagel)主持。2007年9月10日，陪審團認定詹姆士．馬歇洛、約塞夫．隆布朗多、法蘭克．卡拉布里斯一世、保羅．錫洛及安東尼．多伊爾等人各項罪名成立，包括勒贖、非法聚賭、稅務詐欺、高利貸與謀殺罪(多伊爾未被判謀殺罪)。斯古利在這場官司後退休，而馬爾斯在宣判前不幸過世(死後由馮克代理職務)。2009年1月28日，保羅．錫洛被判刑20年，而法蘭克．卡拉布里斯一世則是終身監禁定讞。同年2月2日與2月5日， 約塞夫．隆布朗多與詹姆士．馬歇洛分別被判處無期徒刑。次月12日，安東尼．多伊爾被判12年有期徒刑，而尼可拉斯．卡拉布里斯則需受刑12年4個月。基於尼可拉斯．卡拉布里斯與政府的合作，法院對他的刑期從輕發落。2000年代初期，尼可拉斯便開始為政府做污點證人，並在家族解密案裡成為法庭上的焦點。2009年4月6日，法院追加被定罪的上述五人高達2千4百萬美元的罰款和償還金，並對14名被芝加哥集團殺害的受害者家屬負上430萬美元的賠償責任。償還金的部份由五人分攤，而多依爾負責的金額最低。賽格法官表示︰「...本庭宣判，被告卡拉布里斯一世、 馬歇洛、 隆布朗多及錫洛等四人負有重大連帶責任。」賽格亦宣判，卡拉布里斯一世在結辯時威脅要殺害馮克檢察官(朝著馮克不停低聲說著「你他媽的死定了」)。據報導，卡拉布里斯一世最後被監禁在維安監控極為嚴密的牢房裡。
然而，在家族解密案的審訊過程中，傳出代理法警約翰．湯馬士．安布羅斯將尼可拉斯．卡拉布里斯的審判消息傳回芝加哥黑幫的事件，最早可追溯至2002年。安布羅斯本身最後也因與黑幫買賣情報被告上法院(馬可斯．馮克擔任該案的首席檢察官，由黛安．麥克阿瑟從旁協助)，陪審團也於2009年4月28日宣判有罪。安布羅斯被控竊取司法部財產、公開機密資訊及欺騙訊問洩密案情的聯邦探員等多項罪名，但欺瞞探員等兩項罪名最後則被免除。走漏的消息事實上是先交給威廉．蓋德，再傳到黑幫手裡的，而威廉．蓋德與安布羅斯情同父子，同時也是在馬凱特十人案裡被定罪的警員。令人注目的是，該事件是使上第一起證人保護計畫的漏洞。最後，安布羅斯被判刑48個月，是他原處分上限的三倍，而格萊迪法官認為，「絕無理由減免」安布羅斯消息走漏給芝加哥黑幫的罪行。同時，芝加哥西北郊區的一名餐廳店主也遭起訴。
安布羅斯洩密案當中所公佈的資料顯示，司法部的家族解密案原本也預定起訴阿爾馮索．托那彼恩與約翰．迪弗朗梭。

## 芝加哥犯罪集團歷任首腦
- 1910年到1920年 — 「大吉母」 詹母士．科洛錫莫 (James "Big Jim" Colosimo，1877—1920)
- 1920年到1925年 — 「強尼狐狸」喬望尼．托利歐 (Giovanni "Johnny the Fox" Torrio，1882—1957)
- 1925年到1932年 — 艾爾·卡彭 (Al Capone，1899—1947)
- 1932年到1947年 — 「服務生」保羅．利卡(Paul "the Waiter" Ricca，1897—1972)：1947年起擔任高階顧問，逝世前與阿卡多共同掌握所有決策的最終否決權。
  - 台面老大：1931年到1943年 — 「打手」法蘭克．尼提 (Frank "the Enforcer" Nitti，1888—1943)
  - 幕後老大：1943年到1947年 — 「大鮪魚」托尼．阿卡多 (Tony "the Big Tuna" Accardo，1906—1992)
- 1947年到1992年 — 「大鮪魚」托尼．阿卡多 (Tony "the Big Tuna" Accardo，1906—1992)
  - 台面老大：1957年到1966年 — 「山姆」薩爾瓦多雷．加恩卡納 (Salvatore "Sam" Giancana，1908—1975)
  - 台面老大：1966年到1967年 — 「牙齒」山繆．巴塔格利亞 (Samuel "Teets" Battaglia，1908—1973)
  - 台面老大：1967年到1969年 — 「跟班」傑基．色隆 (Jackie "the Lackey" Cerone，1914—1996)
  - 台面老大：1969年到1971年 — 「密城菲爾」斐利斯．阿得利席歐 (Felix "Milwaukee Phil" Alderisio，1912—1971)
  - 台面老大：1971年到1986年 — 喬伊．阿伊兀帕 (Joey Aiuppa，1907—1997)
  - 台面老大：1986年到1989年 — 約塞夫．菲利歐拉 (Joseph Ferriola，1948—1989)
  - 台面老大：1989年到1993年 — 山繆．卡爾利席 (Samuel Carlisi，1989—1996)
  - 台面老大：1996年到2014年 — 「無鼻」約翰．迪弗朗佐 (John "No Nose" DiFronzo，1996—2014)
- 2014年至今：薩爾瓦多·德勞倫蒂斯(Salvatore DeLaurentis)

## 其他集團成員
芝加哥集團自成立初期以來，便開始任命除義大利裔之外的其他族群作為高階幹部，其中最著名的人例為「行賄點鈔手」傑克·古茲克(Jake "Greasy Thumb" Guzik)。數十年來，身為波蘭猶太人的古茲克在集團中擔任地位崇高的白手套和會計師，直到逝世為止。身為威爾斯人的穆萊．亨佛雷以及身為日本人的衛藤健也是典型的兩個例子。另外，集團成員當中的麥可．科比特(Michael Corbitt)則身兼警察職務。